# Rio Botucaraí
Rio Botucaraí är ett vattendrag i Brasilien.   Det ligger i delstaten Rio Grande do Sul, i den södra delen av landet, 1 700 km söder om huvudstaden Brasília.
Trakten runt Rio Botucaraí består till största delen av jordbruksmark. Runt Rio Botucaraí är det mycket glesbefolkat, med 3 invånare per kvadratkilometer.